# Erik Rhodes
Pour l’article homonyme, voir Erik Rhodes (acteur pornographique).
Pour les articles homonymes, voir Rhodes (homonymie).
Erik Rhodes (né le El Reno le 10 février 1906 et mort à Oklahoma City le 17 février 1990) est un acteur et chanteur de Broadway, vétéran de la Seconde Guerre mondiale. Il fut un personnage très important de la haute société new-yorkaise.

## Biographie
Erik Rhodes naît en Territoire indien, dans l'État d'Oklahoma. On l'associe souvent avec Fred Astaire et Ginger Rogers avec lesquels il apparaît dans les films La Joyeuse Divorcée en 1934 et Le Danseur du dessus en 1935.
Il débute à Broadway en 1928 avec A Most Immoral Lady sous le nom d'Ernest Sharpe, puis il joue dans deux comédies musicales, The Little Show et Hey Nonny Nonny !. Il joue pour la première fois sous son vrai nom dans La Joyeuse Divorcée à Broadway (1932-1933) et à Londres (1933). Son dernier film avant la guerre est On Your Toes, en 1939.
En 1972, il se marie avec Emala, ils vivent ensemble à Manhattan jusqu’aux années 1980. Il meurt de pneumonie à Oklahoma City à l’âge de 84 ans. Il est enterré au cimetière d'El Reno.

## Filmographie
- 1934 : Give Her a Ring d'Arthur B. Woods
- 1934 : La Joyeuse Divorcée (The Gay Divorcee) de Mark Sandrich
- 1935 : Charlie Chan in Paris de Lewis Seiler
- 1935 : A Night at the Ritz de William C. McGann
- 1935 : The Nitwits de George Stevens
- 1935 : Collège rythme (Old Man Rhythm) de Edward Ludwig
- 1935 : Le Danseur du dessus (Top Hat) de Mark Sandrich
- 1935 : Another Face de Christy Cabanne
- 1936 : Le Mystère de Mason Park (Two in the Dark) de Benjamin Stoloff
- 1936 : Chatterbox de George Nichols Jr.
- 1936 : Special Investigator de Louis King
- 1936 : One Rainy Afternoon de Rowland V. Lee
- 1936 : Second Wife d'Edward Killy
- 1936 : Smartest Girl in Town de Joseph Santley
- 1937 : L'Avocat criminel (en) (Criminal Lawyer) de Christy Cabanne
- 1937 : Woman Chases Man de John G. Blystone
- 1937 : Musique pour madame de John G. Blystone
- 1937 : Fight for Your Lady de Benjamin Stoloff
- 1937 : Beg, Borrow or Steal de Wilhelm Thiele
- 1938 : The Canary Comes Across de Will Jason (en) (court-métrage)
- 1938 : Meet the Girls d'Eugene Forde
- 1938 : M. Moto dans les bas-fonds (Mysterious Mr. Moto) de Norman Foster
- 1938 : Say It in French d'Andrew L. Stone
- 1938 : Coup de théâtre (Dramatic school) de Robert B. Sinclair
- 1939 : Sur les pointes (On Your Toes) de Ray Enright
- 1948 : Great Catherine de Fred Coe (TV)
- 1948 : The Chevrolet Tele-Theatre (en) (série télévisée)
  - Mirage in Manhattan (1948)
- 1955 : Appointment with Adventure (série télévisée)
  - Escape from Vienna (1955)
- 1958 : The Phil Silvers Show, de Nat Hiken (série télévisée)
  - Bilko the Male Model (1958)
- 1961 : Perry Mason (série télévisée)
  - The Case of the Violent Vest, de Lewis Allen (1961)

## À Broadway
- 1928-1929 : A Most Immoral Lady
- 1929-1930 : The Little Show
- 1932 : Hey Nonny Nonny !
- 1932-1933 : Gay Divorce
- 1947 : The Great Campaign
- 1950 : Dance Me a Song
- 1952 : Collector's Item
- 1953-1955 : Can-Can
- 1957 : Shinbone Alley
- 1957-1959 : Jamaica
- 1961 : How to Make a Man
- 1963 : Le Forum en folie (A Funny Thing Happened on the Way to the Forum)